# بیل ریدینگ
بیل ریدینگ (انگلیسی: Bill Ridding; ۴ آوریل ۱۹۱۱ – 1981 (aged 69–70)) بازیکن فوتبال اهل بریتانیا بود.
از باشگاه‌هایی که در آن بازی کرده‌است می‌توان به باشگاه فوتبال ترانمره راورز، باشگاه فوتبال اولدهام اتلتیک، باشگاه فوتبال منچستر سیتی، باشگاه فوتبال منچستر یونایتد، و باشگاه فوتبال نورث‌همپتون تاون اشاره کرد.